# Бернт Енґельманн
Бернт Енґельманн (Bernt Engelmann; 20 січня 1921, Берлін — 14 квітня 1994 Мюнхен) — німецький письменник, з 1977 по 1983 рік голова Спілки німецьких письменників у ФРН, автор соціальної журналістики, що містила критику тодішнього західнонімецького суспільства та німецької національної традиції; антипідручник історії Німеччини (Ми, піддані, 1974); викривальні соціальні репортажі (зокрема Ви нагорі — ми унизу, з Г. Валльраффом).